# Генетика винограду
Гене́тика виногра́ду (від грец. genetikós — який відноситься до походження) — наука про закони спадковості і спадкової мінливості виноградної рослини, про шляхи і методи управління спадковістю для отримання необхідних спадково змінених форм або для управління їх індивідуальним розвитком.
Генетика винограду є складовою частиною генетики рослин, яка, як і загальна генетика, почала розвиватися у другій половині XIX століття в період бурхливого розвитку рослинництва і насінництва у зв'язку з підвищеним інтересом до аналізу явища спадковості.
Завданнями науки є необхідність постійно покращувати промисловий сортимент і вдосконалювати методи виведення нових, комплексно стійких, високоврожайних і високоякісних сортів, які добре адаптуються в конкретних кліматичних умовах зони або району. Для вирішення цих завдань важливе значення має розкриття закономірностей успадкування ознак і властивостей батьківських особин нащадками, тобто встановлення закономірностей розподілу ознак або їх комплексів, характерних для батьків, у популяції нащадків першого і наступних поколінь.
Генетика винограду тісно переплітається з селекцією винограду, для якої поставляє головний генетичний матеріал, тоді як сама генетика перебуває в прямій залежності від ряду наук, зокрема від молекулярної біології, ембріології, цитології, каріології, анатомії, фізіології, біохімії, цитохімії та інших. Наука перебуває в стадії розробки, розвивається і заглиблюється в різних напрямах: біохімічному, фізіологічному, радіаційному, імунологічному, екологічному та інших.
- Біохімічна генетика вивчає специфічні, генетично контрольовані біохімічні синтези.
- Фізіологічна генетика дозволяє розкрити біохімічну природу генетичного матеріалу, вивчити його первинну дію і розташування в хромосомі, його дію всередині ядра і на цитоплазму яйцеклітини, а також його вплив на взаємодію клітин в процесі росту, диференціювання, розвитку і біохімічної специфікації організму.
- Радіаційна генетика досліджує механізми і закономірності дії різних видів випромінювання на генетичний матеріал живців, насіння і гамет у винограду з метою підвищення мінливості.
- Генетика імунітету з'ясовує питання генетичної обумовленості і характер успадкування стійкості винограду до шкідників і хвороб, а також взаємини паразита і господаря.

Основним методом дослідження генетики винограду є генетичний аналіз, який включає в себе низку приватних методів. З них вирішальну роль у вивченні закономірностей успадкування ознак і властивостей батьківських особин нащадками має метод гібридологічного аналізу. Сутність цього методу полягає в точному статистичному обліку результатів схрещування при міжсортовій, міжвидовій та інших формах гібридизації у винограду. Таким шляхом можна встановити, як в якісному відношенні розподіляються ознаки у нащадків, отриманих від схрещування спеціально підібраних пар особин. У ряді випадків гібридологічний аналіз дозволяє судити про кількість спадкових факторів, що впливають на розвиток якої-небудь ознаки, і розшифрувати за цією ознакою спадкову структуру схрещуваних особин та їхніх нащадків.

## Дослідники
У галузі генетики винограду виконані роботи з вивчення:
- забарвлення ягід — М. П. Хедрік, Р. Д. Антоні, X. Расмусон, А. Піровано, О. M. Негруль (1910—1933);
- морфології, забарвлення і опушення листа — П. Віала, Р. Зелігер, Ф. Кобел, А. Новарро, О. M. Негруль (1910—1935);
- явищ альбінізму, мармуровості і ряболисті — X. Расмусон, Г. Мюллер-Тургау, Ф. Кобел, А. Штуммер, Ф. Фрімель, О. M. Негруль (1920—1935);
- явищ партенокарпії і успадкування статі — А. Піровано, А. Стаут, Г. Константинеску, О. Лепедату, О. M. Негруль, Я. І. Потапенко, М. С. Журавель, Є. М. Докучаєва, К. В. Смирнов (1910—1970);
- гетерозису — Е. Бауер, П. Штайнгруббер, А. Циглер, Г. Дальмассо, О. M. Негруль, П. Я. Голодрига, М. В. Мелконян, С. А. Погосян (1920—1979);
- поліплоідії — П. Я. Голодрига, Ш. Г. Топале та інші. (1970—1983);
- успадкування зимо- і морозостійкості — І. В. Мічурін, О. Я. Кузьмін, Я. І. Потапенко, П. Я. Голодокторига, Є. М. Докучаєва, К. С. Погосян, О. M. Негруль, М. С. Журавель, М. І. Гузун, Г. А. Савін, М. В. Ципко (до 1980 року);
- успадкування ранньостиглості — С. С. Хачатрян, П. Я. Голодрига, Є. М. Докучаєва, М. С. Журавель (до 1975 року);
- імунітету до хвороб і шкідників — Б. Хусфельд, Ф. Кобел, Д. Бубальс, В. В. Зотов, М. І. Вавилов, О. M. Негруль, Д. Д. Вердеревський, К. О. Войтович, М. І. Гузун, П. М. Нєдов, П. Я. Голодрига (з 1930 року);
- радіаційної генетики винограду — В. С. Семін, Г. М. Караджі, М. І. Гузун, Л. М. Якімов, Л. К. Кірєєва, М. І. Тулаєва, В. І. Кільянчук, Ф. В. Кайсин, А .Я.Земшман (1950—1982) іта інші.